# Tkacze (przystanek kolejowy)
Tkacze (biał. Ткачы, ros. Ткачи) – przystanek kolejowy w miejscowości Tkacze, w rejonie prużańskim, w obwodzie brzeskim, na Białorusi. Leży na linii Moskwa - Mińsk - Brześć.